# 美しく燃えて
「美しく燃えて」（うつくしくもえて）は、ふきのとうがリリースした7枚目のシングル楽曲。1977年3月1日にCBSソニーよりリリース。

## 解説
4枚目のアルバム『水車』からのシングルカットであり、ふきのとうのA面曲としては初めて、細坪基佳が作詞・作曲を手がけたシングルである。
デビュー曲の「白い冬」以降、ヒット曲が出ないことで一時は解散の危機がささやかれ、この楽曲をシングルカットした。しかし細坪は後日、音楽雑誌のインタビューで当時を「山木さんの方がいい曲を書いていると納得した」と語り、解散の危機を脱する。「いい曲を作り、いいレコードを作り、それを聞いてくれる人のところで歌いたい」という彼らの思いはそこで再び結束を増し、「風来坊」や「春雷」といったヒット曲を生むまでに至る。

## 収録曲

### Side A
1. 美しく燃えて（3分48秒）
  - 作詞・作曲:細坪基佳／編曲:瀬尾一三

### Side B
1. 哀歌（3分14秒）
  - 作詞・作曲:山木康世／編曲:瀬尾一三